# Municipio de Great Bend (Kansas)
El municipio de Great Bend (en inglés: Great Bend Township) es un municipio ubicado en el condado de Barton en el estado estadounidense de Kansas. En el año 2010 tenía una población de 1752 habitantes y una densidad poblacional de 16,73 personas por km².

## Geografía
El municipio de Great Bend se encuentra ubicado en las coordenadas 38°23′40″N 98°43′52″O / 38.39444, -98.73111. Según la Oficina del Censo de los Estados Unidos, el municipio tiene una superficie total de 104.7 km², de la cual 104.1 km² corresponden a tierra firme y (0.57%) 0.6 km² es agua.

## Demografía
Según el censo de 2010, había 1752 personas residiendo en el municipio de Great Bend. La densidad de población era de 16,73 hab./km². De los 1752 habitantes, el municipio de Great Bend estaba compuesto por el 91.32% blancos, el 4.28% eran afroamericanos, el 0.34% eran amerindios, el 0.34% eran asiáticos, el 0.11% eran isleños del Pacífico, el 2.63% eran de otras razas y el 0.97% pertenecían a dos o más razas. Del total de la población el 8.68% eran hispanos o latinos de cualquier raza.